# Bronco Billy
Bronco Billy è un film del 1980 diretto da Clint Eastwood.

## Trama
Bronco Billy è un cowboy moderno, che organizza il Wild West Show, uno spettacolo itinerante. Nel frattempo Antoinette Lilly e John Arlington si sposano per interesse.